# Istituto italiano del marchio di qualità

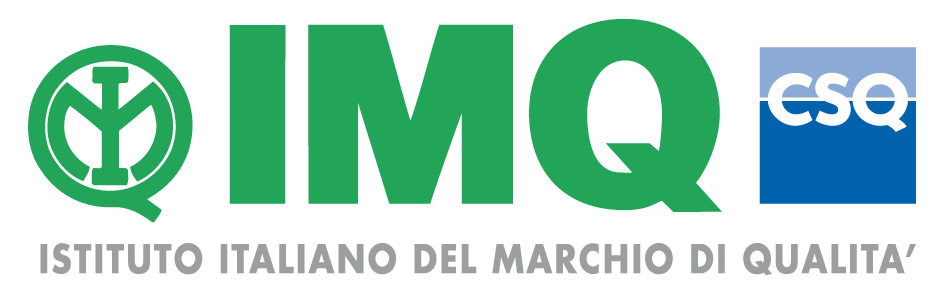
Logo dell'Istituto italiano del marchio di qualità.

L'Istituto italiano del marchio di qualità (sigla IMQ) è un'organizzazione non a scopo di lucro italiana impegnata nella diffusione della sicurezza e della qualità. IMQ opera attraverso la divulgazione e la sensibilizzazione verso tematiche di sicurezza, qualità e ambientali, oltre che con la certificazione di prodotti, le prove per la conformità secondo le norme comunitarie sulla marcatura CE, la certificazione dei sistemi di gestione aziendali, la verifica di immobili e impianti, le prove di laboratorio, l'assistenza tecnico-normativa, la formazione.
I settori di riferimento spaziano dall'elettrotecnica all'elettronica, dalle telecomunicazioni alle autovetture, dall'impiantistica ai prodotti da costruzione.
Essendo un organismo accreditato e riconosciuto da ACCREDIA, IMQ è un ente riconosciuto a livello europeo e internazionale dalle principali organizzazioni ed enti di certificazione, fra cui il Comitato europeo di normazione, il Comitato europeo di normazione elettrotecnica, la Commissione elettrotecnica internazionale e l'Organizzazione internazionale per la normazione.

## Storia
L'Istituto nasce nel 1951 come associazione industriale, per iniziativa dei principali organi scientifici e tecnici nazionali, fra cui il Comitato elettrotecnico italiano, la Federazione italiana di elettrotecnica, elettronica, automazione, informatica e telecomunicazioni, l'Ente Nazionale per l'Energia Elettrica e l'Associazione nazionale industrie elettriche ed elettroniche (l'Istituto conta fra i propri soci, in aggiunta ai già citati enti, l'Associazione nazionale fra le imprese assicuratrici (ANIA), numerose aziende elettriche municipali delle principali città, enti e associazioni interessati alla certificazioni di prodotti, associazioni di installatori e rivenditori di materiale elettrico e associazioni di consumatori, oltre che il Consiglio Nazionale delle Ricerche e i Ministeri dell'Interno, dello Sviluppo Economico, delle Infrastrutture e Trasporti, del Lavoro e Politiche Sociali e della Difesa.

## Attività
L'IMQ è accreditato:
- Dall'ente italiano di accreditamento Accredia, come ente di certificazione di qualità per prodotti e sistemi,  come laboratorio di prova e come organismo di ispezione di tipo A su impianti fotovoltaici.[4]
- Dal Ministero dello Sviluppo Economico per le Verifiche periodiche su impianti elettrici (DPR 462/2001) e ascensori (DPR 162/99)

L'Istituto è anche organismo riconosciuto come ente notificato per le principali norme comunitarie sulla marcatura CE, tra cui quelle relative a compatibilità elettromagnetica, apparecchiature radio, apparecchi medici ed elettromedicali, apparecchiature a gas e rendimento delle caldaie, apparecchiature destinate ad essere usate in atmosfere esplosive, apparecchiature funzionanti in bassa tensione, strumenti di misura, prodotti da costruzione e ascensori.

### Il marchio IMQ

Il marchio IMQ.

Il marchio di sicurezza IMQ è un marchio che garantisce la conformità ai requisiti di legge e di sicurezza di un prodotto e dei materiali da cui è composto.
L'elenco dei prodotti certificati (ad oggi, più di 140.000 prodotti da più di 18.000 aziende) comprende elettrodomestici, apparecchi d'illuminazione, apparecchi elettronici, apparecchi a gas, cavi e materiale da installazione, componenti per sistemi di sicurezza e impianti antincendio, dispositivi medici, apparecchi per il fitness e la cura del corpo, macchine, motori, ascensori, caschi, passeggini, seggiolini per bambini, biciclette, condizionatori, caldaie.
Il marchio viene assegnato in base a stretti controlli gestiti da tecnici terzi, che verificano e certificano la sicurezza dei materiali e del prodotto in sé prima della sua immissione sul mercato. I controlli, volontari e non obbligatori per legge, sono poi ripetuti periodicamente anche dopo la commercializzazione per la verifica nel tempo del rispetto degli standard qualitativi.

### Il brand CSQ

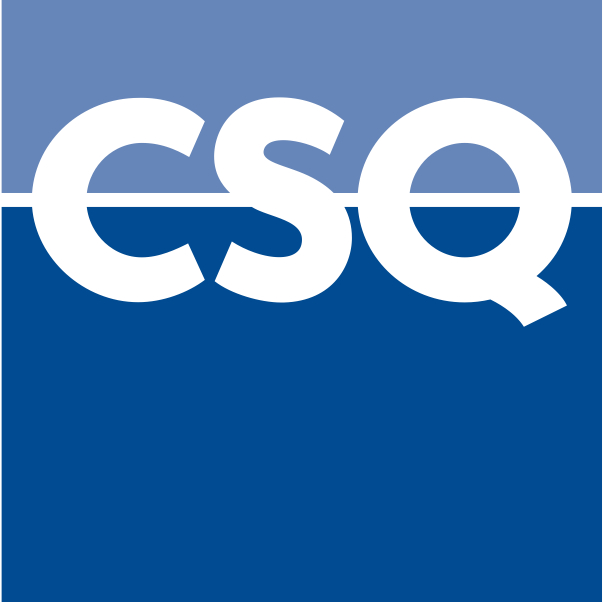
Il simbolo CSQ.

CSQ (Certificazione di Sistemi di gestione per la qualità) è un sistema di certificazione per la verifica dei sistemi di gestione aziendale. I principali ambiti in cui IMQ opera riguardano i sistemi di gestione per la qualità, di gestione ambientale, di gestione dell'energia, di gestione della salute e della sicurezza sul luogo di lavoro, di gestione per la continuità operativa e di gestione per l'IT Service Management.
La certificazione dei sistemi di gestione è il riconoscimento delle capacità imprenditoriali di un'azienda che ha saputo ottimizzare la propria organizzazione dotandosi di una gestione efficiente, di strumenti idonei (come ad esempio indicatori di performance) e di competenze adeguate.

### Servizi per l'energia e l'ambiente
In ambito ambientale, IMQ è promotore di una rete di specialisti che supportano le aziende nella progettazione e realizzazione di prodotti a basso impatto ambientale. In particolare, l'Istituto offre servizi riguardanti l'Analisi del ciclo di vita, il "contenuto di CO2" e la diagnosi energetica di un prodotto, la Direttiva RAEE e la verifica delle emissioni (sia volontaria che obbligatoria secondo la direttiva ETS), oltre che certificazioni ISO 14001, FSC e PEFC.
Per quanto riguarda il settore energetico, IMQ si concentra sulla certificazione e verifica dei moduli fotovoltaici e dei prodotti a energie rinnovabili, sulla verifica delle installazioni fotovoltaiche, sulla qualificazione degli installatori, oltre che sulle misure di efficienza energetica e sulla certificazione EN 16001.

## Il Gruppo IMQ
IMQ fa parte del Gruppo IMQ, che si pone come punto di riferimento e partner delle aziende che hanno come obiettivo la sicurezza e la qualità e il rispetto per l'ambiente.
Oltre all'Istituto, fanno parte del Gruppo IMQ:
- CSI (Bollate)
- IMQ-Macerata (Macerata)
- ICILA (Lissone)
- Icube S.A. (Buenos Aires)
- IMQ Certification Shanghai (Shanghai)
- IMQ Clima (Amaro)
- IMQ Iberica S.L. (Madrid, Barcellona)
- IMQ Krakow (Cracovia)
- IMQ Primacontrol (San Vendemiano)
- IMQ Intuity (Padova)
- IMQ Minded Security (Milano)